# Ernst van Semmern
Christian August Ernst Alfred van Semmern (* 2. November 1860 in Benzingerode, seit 1993 ein Ortsteil von Wernigerode, Sachsen-Anhalt; † 22. Dezember 1911 in Halle (Saale)) war ein deutscher Konteradmiral der Kaiserlichen Marine.

## Leben

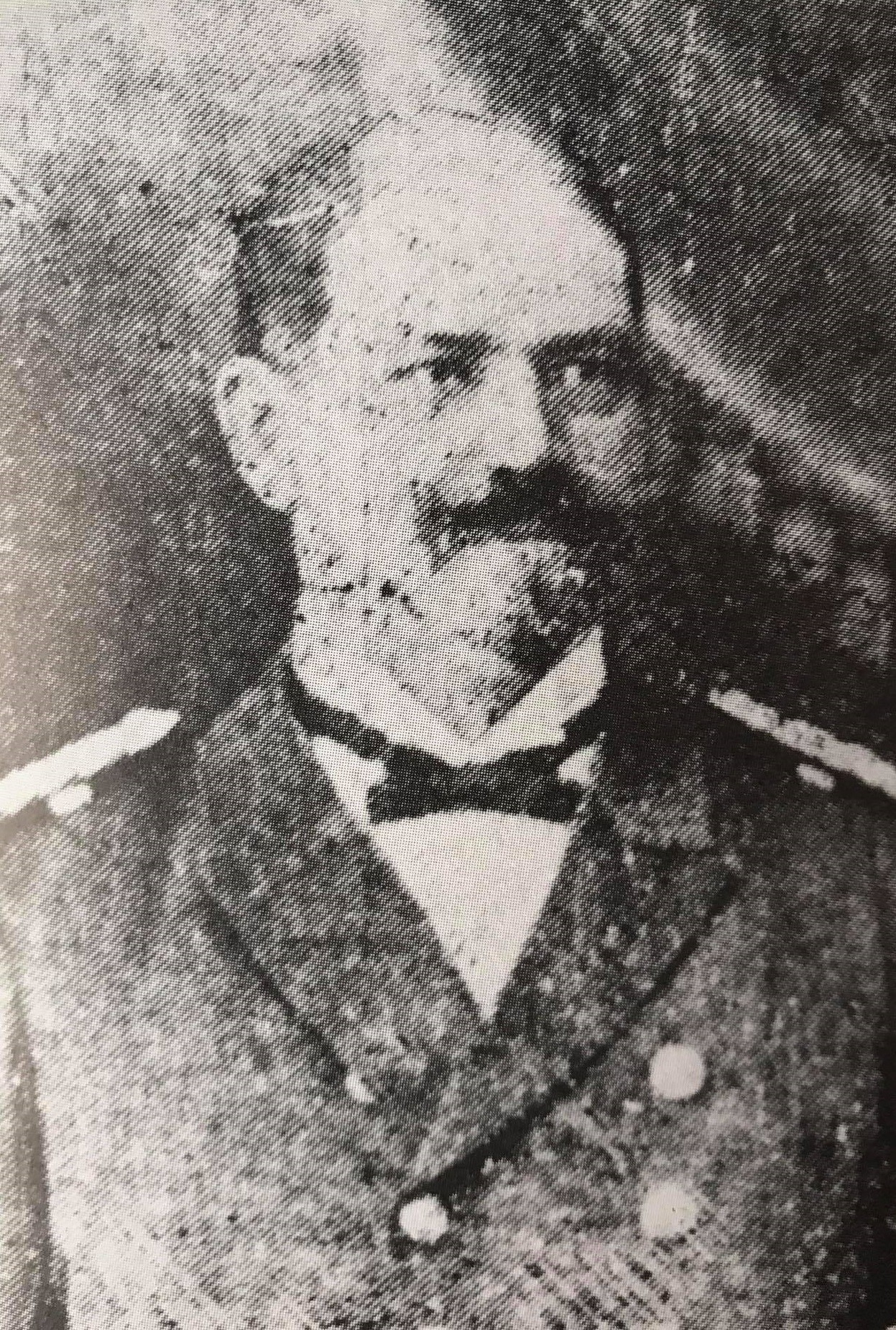
Ernst van Semmern

Ernst van Semmern war der Sohn des Oberamtmannes Adolf Alfred van Semmern und dessen Ehefrau Johanne Dorothee Wilhelmine, geborene Engelke.
Ernst van Semmern trat am 28. April 1876 in die Kaiserliche Marine ein und wurde am 14. Juni 1877 Seekadett.
Er wurde am 1. Mai 1886 zum Leutnant zur See befördert und im gleichen Jahr Ende August als Erster Offizier auf die Cyclop kommandiert. Hierfür lief er einen Monat später mit der Luise Richtung Duala aus, wo die Cyclop lag. 1892 war er als Kapitänleutnant (Beförderung am 7. April 1891) auf der Leipzig, kehrte im gleichen Jahr nach Deutschland zurück und wurde im Herbst 1892 Artillerie-Offizier vom Platz in Helgoland. 1895 diente er als Erster Offizier auf der Beowulf und erhielt in diesem Jahr zusätzlich die Führung über die 1. Kompanie der II. Werftdivision. Später im Jahr belegte er noch den II. Coetus an der Marineakademie.
Er war von 1899 bis 1901 Dezernent für die Angelegenheiten des Gouvernement Kiautschou beim Allgemeinen Marinedepartement im Reichsmarineamt.
Ende 1901 übernahm er das Kommando über die Thetis. In dieser Position, welche er bis Dezember 1902 innehatte, wurde er zum Fregattenkapitän befördert. Im Dezember 1901 war die Thetis unter seinem Kommando nach Ostasien ausgelaufen und wurde dort dem Ostasiengeschwader unterstellt. Er erhielt für die Anreise den streng vertraulichen Befehl, die vor der Westküste der Arabischen Halbinsel liegenden Farasan-Inseln (zum Osmanischen Reich gehörend) anzulaufen, um festzustellen, ob dort eine Kohlenstation angelegt werden könnte. Am 15. Februar 1902 erhielt er die Beförderung zum Kapitän zur See.
Anschließend wurde er vom 11. Dezember 1902 bis Mitte Februar 1903 Kommandant der Hansa, die wie auch schon die Thetis in Ostasien eingesetzt war.
Er wurde Chef des Stabes des Ostasiengeschwaders. Anfang Januar 1904 erfolgte die Abkommandierung und er wurde mit der Vertretung des Gouverneurs von Kiautschou beauftragt. Am 27. Februar 1904 erfolgte seine erneute Versetzung und er kehrte als Dezernent für die Angelegenheiten des Gouvernements Kiautschou an das Reichsmarineamt zurück. Am 22. November 1904 wurde er zum stellvertretenden Gouverneur von Kiautschou ernannt und er traf am 11. Februar 1905 in Tsingtau ein. Anschließend vertrat er erneut – Oskar von Truppel befand sich im Urlaub – den Gouverneur von Kiautschou. Am 21. August 1906 verließ er Tsingtau und Anfang September 1906 war dann von Truppel wieder in der Funktion als Gouverneur.
Mit der Indienststellung Mitte Mai 1906 war er bereits Kommandant der Lothringen geworden. Diese Position behielt er bis Ende April 1907. Im gleichen Jahr wurde ihm der Charakter als Konteradmiral verliehen.
Van Semmern lebte zuletzt in Berlin. Er starb 1911 im Alter von 51 Jahren in der Nervenklinik des Universitätsklinikums Halle. Er war seit 1894 mit „Lilly“ Johanna Caroline Wilhelmine, geborene Seeger, (* 1876) verheiratet.